# La rivoluzione sta arrivando
| Recensione       | Giudizio |
| ---------------- | -------- |
| All Music Italia |          |
| Rockol           |          |

La rivoluzione sta arrivando è il sesto album in studio del gruppo musicale italiano Negramaro, pubblicato il 25 settembre 2015 dalla Sugar Music.

## Descrizione
È stato anticipato dai singoli Sei tu la mia città, pubblicato a sorpresa il 24 aprile 2015 e Attenta, pubblicato il 7 agosto 2015, mentre titolo e copertina sono stati rivelati, rispettivamente, il medesimo giorno di uscita di Attenta e il 31 agosto 2015 con l'ausilio di Twitter, pubblicando pezzo per pezzo l'immagine a seconda del numero crescente di hashtag "#LaRivoluzioneStaArrivando" pubblicati dai fan. Parlando della copertina, il bassista Ermanno Carlà ha detto: 
Dopo aver pubblicato i primi due brani come singoli, la band ha iniziato a pubblicare, a partire dal 26 agosto, l'anteprima di ognuna delle altre 10 tracce che compongono il disco. Dal 10 settembre inizia invece la prevendita del disco.
Il 20 novembre viene pubblicato il terzo singolo Il posto dei santi, seguito il 4 marzo 2016 da L'amore qui non passa e il 29 aprile da Tutto qui accade. Un ulteriore singolo, Lo sai da qui, è stato pubblicato il 4 novembre 2016.

## Tracce
Testi e musiche di Giuliano Sangiorgi.
1. La rivoluzione sta arrivando – 4:55
2. Sei tu la mia città – 4:13
3. Il posto dei santi – 4:10
4. Attenta – 4:40
5. Se io ti tengo qui – 4:21
6. Lo sai da qui – 4:45
7. Tutto qui accade – 4:10
8. L'ultimo bacio – 4:22
9. Ma quale miracolo – 4:20
10. Danza un secondo – 3:23
11. Onde – 4:05
12. L'amore qui non passa – 10:13 – contiene la traccia fantasma Fino alla fine del secolo

Traccia bonus nell'edizione di iTunes
1. Sei tu la mia città (Lullaby Version) (Bonus Track) – 4:37

## Formazione
Gruppo
- Giuliano Sangiorgi – voce, chitarra acustica ed elettrica, mellotron (traccia 11)
- Emanuele Spedicato – chitarra  acustica ed elettrica, cori
- Ermanno Carlà – basso e cori
- Danilo Tasco – batteria e percussioni, cori
- Andrea Mariano – pianoforte, Fender Rhodes, tastiera, sintetizzatore, autoharp (traccia 1), salterio (tracce 2, 3 e 7), omnichord (traccia 2), pianoforte elettrico (tracce 4 e 10) e organo Hammond (traccia 8)
- Andrea De Rocco – campionatore e cori

Altri musicisti
- Hiroko Fujita – soprano (traccia 3)
- Mauro Pagani – arrangiamenti e direzione strumenti ad arco (traccia 6)
- Orchestra Edodea – strumenti ad arco (traccia 6)
- Davide Rossi – strumenti ad arco (traccia 9)
- Federica "Thony" Calozzo – cori (traccia 12)
- Stefano Nanni – arrangiamenti strumenti ad arco (traccia 12)
- Edoardo De Angelis, Nicolay Von Dhesflugen – violino (traccia 12)
- Emilio Eria – viola (traccia 12)
- Claudio Giacomazzi – violoncello (traccia 12)

## Classifiche

### Classifiche settimanale
| Classifica (2015) | Posizione massima |
| ----------------- | ----------------- |
| Belgio (Vallonia) | 139               |
| Italia            | 1                 |

### Classifiche di fine anno
| Classifica (2015) | Posizione |
| ----------------- | --------- |
| Italia            | 19        |